# Violet Apisah
Violet Apisah (* 11. Februar 2000 in Port Moresby) ist eine australisch-papua-neuguineische Tennisspielerin.

## Karriere
Apisah begann mit sechs Jahren das Tennisspielen und bevorzugt Hartplätze. Sie spielt überwiegend Turniere auf der ITF Women’s World Tennis Tour, wo sie aber noch keinen Titel gewinnen konnte.
Im Dezember 2012 gewann Violet Apisah zusammen mit ihrer Schwester Patricia den Titel im Doppel der U12 Australian Championships. 2014 gewann Apisah den Titel beim Gallipoli Youth Cup 2014, sowie später beim New South Wales Junior International in Gosford. Im Dezember erreichte sie das Finale der U14 Australian Championships.
2015 erreichte sie mit einer Wildcard das Hauptfeld des Juniorinneneinzels der Australian Open, wo sie mit einem 3-Satz-Sieg über Bianca Turati in die zweite Runde einzog, wo sie dann aber gegen Anastassija Gassanowa mit 5:7 und 5:7 verlor. Im Juniorinnendoppel schied sie mit Partnerin Sasha Bollweg dagegen bereits in der ersten Runde aus. Im Dezember gewann sie das Finale der U16 Australian Championships.
2016 erreichte Apisah bei den Australian Open im Juniorinneneinzel nach Siegen über Cho I-hsuan und Ljudmila Samsonowa das Achtelfinale gegen Dajana Jastremska, das sie dann aber mit 3:6 und 3:6 verlor. Im Juniorinnendoppel unterlag sie mit Partnerin Michaela Haet bereits in der ersten Runde. Am Ende des Jahres gewann Apisah im Oktober den Titel der WTA Future Stars, einem Turnier, das in Singapur neben den WTA Championships 2016 ausgetragen wurde.
2017 startete Apisah ebenfalls wieder bei den Australian Open, wo sie als Qualifikantin in der Hauptrunde des Juniorinneneinzel ebenso wie im Juniorinnendoppel bereits in der ersten Runde scheiterte. Auch in Wimbledon war im Juniorinneneinzel bereits nach der ersten Runde das Turnier für Apisah zu Ende, während sie im Juniorinnendoppel an der Seite ihrer Partnerin Astrid Wanja Brune Olsen das Viertelfinale erreichte.
2018 stand Apisah im Finale des Juniorinnendoppels der Australian Open, wo sie mit ihrer Partnerin Lulu Sun gegen Liang En-shuo und Wang Xinyu mit 6:74, 6:4 und [5:10] verloren. Bei den US Open erreichte sie im Juniorinneneinzel das Achtelfinale, wo sie Clara Burel mit 4:6, 6:2 und 1:6 unterlag.
Seit 2019 spielt Apisah für die Billie-Jean-King-Cup-Mannschaft von Pacific Oceania, wo sie von ihren 11 Spielen sieben gewinnen konnte, davon vier Einzel und drei Doppel.
Im Juni 2022 gewannen die beiden Schwestern Patricia und Violet Apisah mit ihrer Tante Abigail Tere-Apisah den Teamwettbewerb der Northern Marianas Pacific Mini Games.

## Persönliches
Die Familie Apisah wanderte 2007 von Papua-Neuguinea nach Australien aus. Violet hat eine ein Jahr jüngere Schwester Patricia, die ebenfalls professionelle Tennisspielerin ist. Ihre Tanten Abigail und Marcia Tere-Apisah waren beide College-Tennis-Spielerinnen in den Vereinigten Staaten.